# 吉田駅 (大阪府)

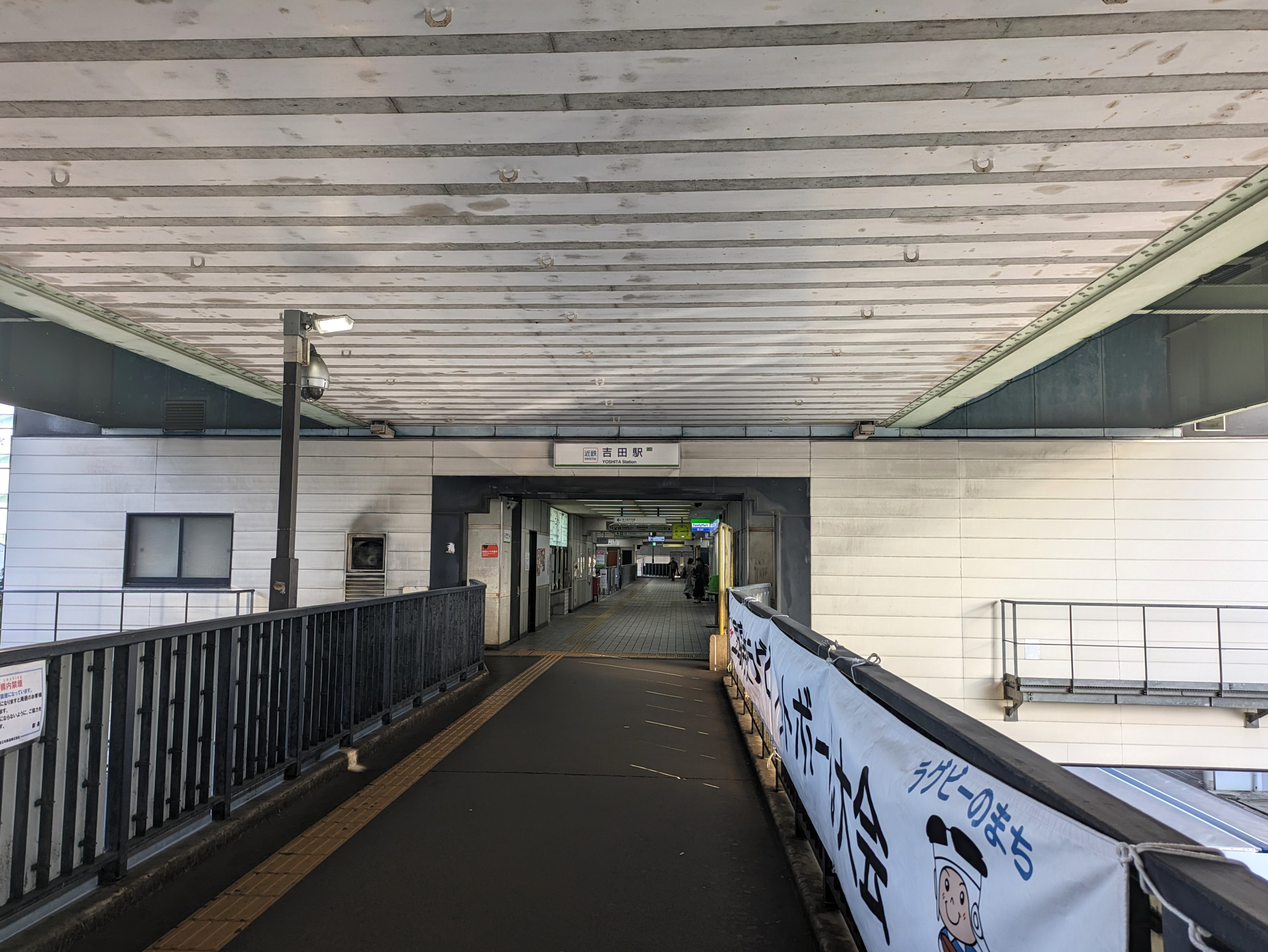
西側出入口

吉田駅（よしたえき）は、大阪府東大阪市今米一丁目にある近畿日本鉄道（近鉄）けいはんな線の駅。駅番号はC25。

## 概要
「よしだ」ではなく「よした」と読む。副駅名は「中甚兵衛（なか じんべえ）の碑前」。
東大阪市花園ラグビー場の最寄り駅の一つであるが、「花園ラグビー場前」の副駅名を持つ近鉄奈良線の東花園駅と比べると遠く、当駅からラグビー場までの距離は1km以上離れている。

## 歴史
- 1986年（昭和61年）10月1日：東大阪線長田 - 生駒間開通時に開業[1][2]。
- 2006年（平成18年）
  - 3月21日：到着・発車メロディ導入。
  - 3月27日：東大阪線がけいはんな線へ改称[1]。駅番号導入。
- 2007年（平成19年）4月1日：PiTaPa使用開始[3]。

## 駅構造
相対式2面2線ホームを持つ高架駅。改札・コンコースは2階、ホームは3階。阪神高速道路の高架がさらに上にある。改札口はそれぞれの行き先で分離されており、改札内でのホーム相互の行来はできない。トイレは各改札内奥。なお、ホームにはワンマン運転支援用のホームセンサーが設けられている。エレベーター設置済み。
生駒駅管理の有人駅で、PiTaPa・ICOCA対応の自動改札機および自動精算機（回数券カードおよびICカードのチャージに対応）が設置されている。

### のりば
| のりば | 路線           | 方向 | 行先                                         |
| ------ | -------------- | ---- | -------------------------------------------- |
| 1      | C けいはんな線 | 下り | 生駒・学研奈良登美ヶ丘方面                   |
| 2      | C けいはんな線 | 上り | 長田・森ノ宮・本町・コスモスクエア・夢洲方面 |

## 利用状況
2023年11月7日における1日乗降人員は14,949人である。
近年における1日乗降人員の推移は下表の通り。
| 年度               | 特定日利用状況 | 特定日利用状況 | 特定日利用状況 | 特定日利用状況 | 1日平均 乗車人員 | 出典        | 出典          | 出典            |
| 年度               | 調査日         | 乗車人員       | 降車人員       | 乗降人員       | 1日平均 乗車人員 | 近鉄        | 大阪府        | 東大阪市        |
| ------------------ | -------------- | -------------- | -------------- | -------------- | ---------------- | ----------- | ------------- | --------------- |
| 1990年（平成02年） | 11月06日       | 5,114          | 5,899          | 11,013         |                  |             | [ 大阪府 1 ]  |                 |
| 1991年（平成03年） | -              | -              | -              | -              |                  |             | [ 大阪府 2 ]  |                 |
| 1992年（平成04年） | -              | -              | -              | -              |                  |             | [ 大阪府 3 ]  |                 |
| 1993年（平成05年） | -              | -              | -              | -              |                  |             | [ 大阪府 4 ]  |                 |
| 1994年（平成06年） | -              | -              | -              | -              |                  |             | [ 大阪府 5 ]  |                 |
| 1995年（平成07年） | -              | -              | -              | -              |                  |             | [ 大阪府 6 ]  |                 |
| 1996年（平成08年） | -              | -              | -              | -              |                  |             | [ 大阪府 7 ]  |                 |
| 1997年（平成09年） | -              | -              | -              | -              |                  |             | [ 大阪府 8 ]  |                 |
| 1998年（平成10年） | 11月10日       | 5,984          | 6,641          | 12,625         |                  |             | [ 大阪府 9 ]  |                 |
| 1999年（平成11年） | -              | -              | -              | -              | 7,952            |             | [ 大阪府 10 ] | [ 東大阪市 1 ]  |
| 2000年（平成12年） | 11月07日       | 5,993          | 8,139          | 14,132         | 7,979            | [ 近鉄 1 ]  | [ 大阪府 11 ] | [ 東大阪市 1 ]  |
| 2001年（平成13年） | -              | -              | -              | -              | 7,910            |             | [ 大阪府 12 ] | [ 東大阪市 1 ]  |
| 2002年（平成14年） | -              | -              | -              | -              | 7,709            |             | [ 大阪府 13 ] | [ 東大阪市 1 ]  |
| 2003年（平成15年） | 11月11日       | 6,522          | 7,208          | 13,730         | 7,752            | [ 近鉄 2 ]  | [ 大阪府 14 ] | [ 東大阪市 1 ]  |
| 2004年（平成16年） | -              | -              | -              | -              | 7,758            |             | [ 大阪府 15 ] | [ 東大阪市 2 ]  |
| 2005年（平成17年） | 11月08日       | 6,966          | 7,388          | 14,354         | 8,179            | [ 近鉄 3 ]  | [ 大阪府 16 ] | [ 東大阪市 3 ]  |
| 2006年（平成18年） | -              | -              | -              | -              | 7,871            |             | [ 大阪府 17 ] | [ 東大阪市 4 ]  |
| 2007年（平成19年） | -              | -              | -              | -              | 7,826            |             | [ 大阪府 18 ] | [ 東大阪市 5 ]  |
| 2008年（平成20年） | 11月18日       | 7,431          | 7,523          | 14,954         | 7,894            | [ 近鉄 4 ]  | [ 大阪府 19 ] | [ 東大阪市 6 ]  |
| 2009年（平成21年） | -              | -              | -              | -              | 7,517            |             | [ 大阪府 20 ] | [ 東大阪市 7 ]  |
| 2010年（平成22年） | 11月09日       | 6,970          | 7,101          | 14,071         | 7,312            | [ 近鉄 5 ]  | [ 大阪府 21 ] | [ 東大阪市 8 ]  |
| 2011年（平成23年） | -              | -              | -              | -              | 7,426            |             | [ 大阪府 22 ] | [ 東大阪市 9 ]  |
| 2012年（平成24年） | 11月13日       | 7,036          | 7,216          | 14,252         | 7,419            | [ 近鉄 6 ]  | [ 大阪府 23 ] | [ 東大阪市 10 ] |
| 2013年（平成25年） | -              | -              | -              | -              | 7,555            |             | [ 大阪府 24 ] | [ 東大阪市 11 ] |
| 2014年（平成26年） | -              | -              | -              | -              | 7,533            |             | [ 大阪府 25 ] | [ 東大阪市 12 ] |
| 2015年（平成27年） | 11月10日       | 7,524          | 7,626          | 15,150         | 7,812            | [ 近鉄 7 ]  | [ 大阪府 26 ] | [ 東大阪市 13 ] |
| 2016年（平成28年） | -              | -              | -              | -              | 7,961            |             | [ 大阪府 27 ] | [ 東大阪市 14 ] |
| 2017年（平成29年） | -              | -              | -              | -              | 7,978            |             | [ 大阪府 28 ] | [ 東大阪市 15 ] |
| 2018年（平成30年） | 11月13日       | 7,603          | 7,766          | 15,369         | 7,999            | [ 近鉄 8 ]  | [ 大阪府 29 ] | [ 東大阪市 16 ] |
| 2019年（令和元年） | -              | -              | -              | -              | 8,182            |             | [ 大阪府 30 ] | [ 東大阪市 17 ] |
| 2020年（令和02年） | -              | -              | -              | -              | 6,621            |             | [ 大阪府 31 ] | [ 東大阪市 18 ] |
| 2021年（令和03年） | 11月09日       | 7,146          | 7,243          | 14,389         | 7,121            | [ 近鉄 9 ]  | [ 大阪府 32 ] | [ 東大阪市 19 ] |
| 2022年（令和04年） | 11月08日       | 7,465          | 7,550          | 15,015         | 7,529            | [ 近鉄 10 ] | [ 大阪府 33 ] | [ 東大阪市 20 ] |
| 2023年（令和05年） | 11月07日       |                |                | 14,949         |                  | [ 近鉄 11 ] |               |                 |

## 駅周辺

### 商業施設
- ファミリーマート吉田駅北店
- ファミリーマート吉田駅南店
- セブン-イレブン東大阪川中店
- ラ・ムー 東大阪店
- 業務スーパーTAKENOKO東大阪店（佐竹食品がフランチャイジー）
- ジャパン東大阪吉田店
- 南都銀行吉田支店
- 大阪シティ信用金庫吉田支店

### その他
- 今米公園
  - 中甚兵衛顕彰碑
- 東大阪緩衝緑地公園
- 花園中央公園
- 東大阪市花園ラグビー場
- 大阪朝鮮高級学校
- 加納工業団地
- 東大阪吉田駅前郵便局
- 府営東大阪島之内住宅
- 阪神高速13号東大阪線
- 国道308号

## 隣の駅
近畿日本鉄道
C けいはんな線
荒本駅 (C24) - 吉田駅 (C25) - 新石切駅 (C26)
- 括弧内は駅番号を示す。

### 記事本文

### 利用状況
1. ↑  駅別乗降人員 生駒線 田原本線 信貴線 けいはんな線 - 近畿日本鉄道
2. ↑  大阪府統計年鑑 - 大阪府
3. ↑  東大阪市統計書 - 東大阪市

#### 近畿日本鉄道
1. ↑  “駅別乗降人員 生駒線 田原本線 信貴線 東大阪線”.   近畿日本鉄道. 2002年2月21日時点のオリジナルよりアーカイブ。2025年3月1日閲覧。
2. ↑  “駅別乗降人員 生駒線 田原本線 信貴線 東大阪線”.   近畿日本鉄道. 2004年6月6日時点のオリジナルよりアーカイブ。2025年3月1日閲覧。
3. ↑  “駅別乗降人員 生駒線 田原本線 信貴線 けいはんな線”.   近畿日本鉄道. 2007年10月30日時点のオリジナルよりアーカイブ。2025年3月1日閲覧。
4. ↑  “駅別乗降人員 生駒線 田原本線 信貴線 けいはんな線”.   近畿日本鉄道. 2010年3月23日時点のオリジナルよりアーカイブ。2025年3月1日閲覧。
5. ↑  “駅別乗降人員 生駒線 田原本線 信貴線 けいはんな線”.   近畿日本鉄道. 2013年3月23日時点のオリジナルよりアーカイブ。2025年3月1日閲覧。
6. ↑  “駅別乗降人員 生駒線 田原本線 信貴線 けいはんな線”.   近畿日本鉄道. 2013年6月9日時点のオリジナルよりアーカイブ。2025年3月1日閲覧。
7. ↑  “駅別乗降人員 生駒線 田原本線 信貴線 けいはんな線”.   近畿日本鉄道. 2016年8月12日時点のオリジナルよりアーカイブ。2025年3月1日閲覧。
8. ↑  “駅別乗降人員 生駒線 田原本線 信貴線 けいはんな線”.   近畿日本鉄道. 2020年3月3日時点のオリジナルよりアーカイブ。2025年3月1日閲覧。
9. ↑  近鉄線駅別乗降人員データ【調査日：令和3年11月9日(火)】 (PDF)
10. ↑  近鉄線駅別乗降人員データ【調査日：令和4年11月8日(火)】 (PDF)
11. ↑  近鉄線駅別乗降人員データ【調査日：令和5年11月7日(火)】 (PDF)

#### 大阪府統計年鑑
1. ↑  大阪府統計年鑑（平成3年） (PDF)
2. ↑  大阪府統計年鑑（平成4年） (PDF)
3. ↑  大阪府統計年鑑（平成5年） (PDF)
4. ↑  大阪府統計年鑑（平成6年） (PDF)
5. ↑  大阪府統計年鑑（平成7年） (PDF)
6. ↑  大阪府統計年鑑（平成8年） (PDF)
7. ↑  大阪府統計年鑑（平成9年） (PDF)
8. ↑  大阪府統計年鑑（平成10年） (PDF)
9. ↑  大阪府統計年鑑（平成11年） (PDF)
10. ↑  大阪府統計年鑑（平成12年） (PDF)
11. ↑  大阪府統計年鑑（平成13年） (PDF)
12. ↑  大阪府統計年鑑（平成14年） (PDF)
13. ↑  大阪府統計年鑑（平成15年） (PDF)
14. ↑  大阪府統計年鑑（平成16年） (PDF)
15. ↑  大阪府統計年鑑（平成17年） (PDF)
16. ↑  大阪府統計年鑑（平成18年） (PDF)
17. ↑  大阪府統計年鑑（平成19年） (PDF)
18. ↑  大阪府統計年鑑（平成20年） (PDF)
19. ↑  大阪府統計年鑑（平成21年） (PDF)
20. ↑  大阪府統計年鑑（平成22年） (PDF)
21. ↑  大阪府統計年鑑（平成23年） (PDF)
22. ↑  大阪府統計年鑑（平成24年） (PDF)
23. ↑  大阪府統計年鑑（平成25年） (PDF)
24. ↑  大阪府統計年鑑（平成26年） (PDF)
25. ↑  大阪府統計年鑑（平成27年） (PDF)
26. ↑  大阪府統計年鑑（平成28年） (PDF)
27. ↑  大阪府統計年鑑（平成29年） (PDF)
28. ↑  大阪府統計年鑑（平成30年） (PDF)
29. ↑  大阪府統計年鑑（令和元年） (PDF)
30. ↑  大阪府統計年鑑（令和2年） (PDF)
31. ↑  大阪府統計年鑑（令和3年） (PDF)
32. ↑  大阪府統計年鑑（令和4年） (PDF)
33. ↑  大阪府統計年鑑（令和5年） (PDF)

#### 東大阪市統計書
1. 1 2 3 4 5  平成16年版　統計書 - 東大阪市 (PDF)
2. ↑  平成17年版　統計書 - 東大阪市 (PDF)
3. ↑  平成18年版　統計書 - 東大阪市 (PDF)
4. ↑  平成19年版　統計書 - 東大阪市 (PDF)
5. ↑  平成20年版　統計書 - 東大阪市 (PDF)
6. ↑  平成21年版　統計書 - 東大阪市 (PDF)
7. ↑  平成22年版　統計書 - 東大阪市 (PDF)
8. ↑  平成23年版　統計書 - 東大阪市 (PDF)
9. ↑  平成24年版　統計書 - 東大阪市 (PDF)
10. ↑  平成25年版　統計書 - 東大阪市 (PDF)
11. ↑  平成26年版　統計書 - 東大阪市 (PDF)
12. ↑  平成27年版　統計書 - 東大阪市 (PDF)
13. ↑  平成28年版　統計書 - 東大阪市 (PDF)
14. ↑  平成29年版　統計書 - 東大阪市 (PDF)
15. ↑  平成30年版　統計書 - 東大阪市 (PDF)
16. ↑  令和元年版　統計書 - 東大阪市 (PDF)
17. ↑  令和2年版　統計書 - 東大阪市 (PDF)
18. ↑  令和3年版　統計書 - 東大阪市 (PDF)
19. ↑  令和4年版　統計書 - 東大阪市 (PDF)
20. ↑  令和5年版　統計書 - 東大阪市 (PDF)